# Лердальский тоннель
Лердальский тоннель (норв. Lærdalstunnelen) — автомобильный тоннель, связывающий муниципалитеты Лердал и Эурланн, фюльке Вестланн. Тоннель является частью европейской автомобильной дороги E16 между Осло и Бергеном.
Длина тоннеля составляет 24,5 километра. Его сооружение началось в 1995 году и в 2000 году было завершено. Тоннель стал самым длинным автомобильным тоннелем в мире, превзойдя Готардский автомобильный тоннель на 8 километров. Горы, сквозь которые проходит тоннель, достигают высоты 1600 метров.
Особенностью конструкции тоннеля является наличие в нём трёх значительных по размерам искусственных пещер (гротов), расположенных на приблизительно равном расстоянии друг от друга и делящих, таким образом, тоннель на четыре примерно одинаковые по длине секции. Это сделано с целью снятия у водителей напряжения, возникающего при длительном движении в однообразных условиях, а также для того, чтобы дать им возможность отдохнуть.

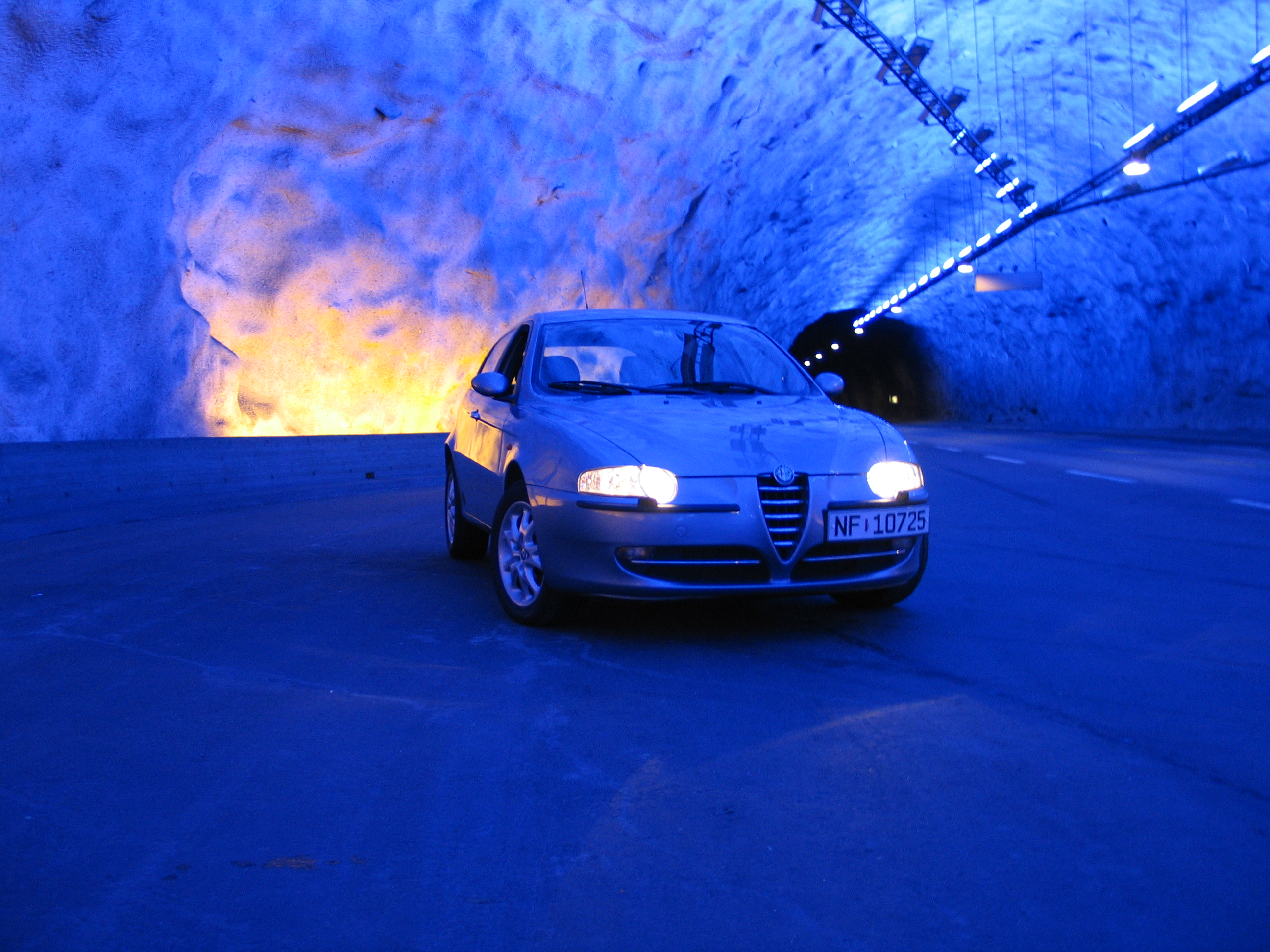
Машина, припаркованная в одной из пещер тоннеля